# Hoops Club (Liban)
Maillots
Le Hopps Club (en arabe : نادي هوبس), est un club libanais de basket-ball fondé en 2001 et basé dans le quartier de Dora à Beyrouth, capitale du pays. Il évolue en FLB League, soit le plus haut niveau du championnat du Liban de basket-ball.

## Histoire
Durant la saison 2009-2010 l'équipe prend  la troisième place de la saison régulière et perd la demi-finale du championnat en trois matchs (0-3) contre le Champville SC.
À l'issue de la saison 2011-2012, l'équipe perd la finale de la Coupe du Liban contre le Club Anibal Zahlé.
En septembre 2019, le Hoops Club perd la finale du tournoi Houssem-Eddine-Hariri au Liban (68-80) contre le Riyadi Club Beyrouth.
En septembre 2024, le Hoops Club remporter le tournoi international de Charjah après battu le Sharjah Sports Club (69-60) en finale.

## Palmarès
| National                                | Tournois amicaux |
| --------------------------------------- | --- |
| - Coupe du Liban (0) - Finaliste : 2012 | - Tournoi international de Charjah (1) : - Vainqueur : 2024 - Tournoi Houssem Eddine Hariri (0) : - Finaliste : 2019 |

## Anciens joueurs
- Rodrigue Akl
- Chris Crawford
- A.J. English
- Rony Fahed
- Ali Fakhreddine
- Courtney Fells
- Joseph Jones
- Sabah Khoury
- Wendell McKines
- Chamberlain Oguchi
- Taqwa Pinero
- Hussein Tawbe
- Ibrahima Thomas
- Omar Thomas
- Joseph Vogel
- Willie Warren
- Corey Williams
- Jahmar Young